# Daniele Mencarelli
Daniele Mencarelli   (Roma, 26 d'abril de 1974) és un escriptor italià.

## Biografia
Va néixer en 1974 a Roma i resideix a Ariccia (Laci).
El 1994, amb vint anys era addicte a la cocaïna i a l'alcohol. Després de patir un sobtat atac d'ira va ser ingressat contra la seva voluntat en un hospital psiquiàtric. Als vint-i-cinc anys (1999) es va convertir en un alcohòlic crònic incapaç de controlar la beguda.
Des de 1997 publicava poesia en la revista ClanDestino. El director d'aquesta publicació, coneixedor de la seva situació, li busca treball com a netejador a l'Hospital pediàtric Bambino Gesù. Aquí comença la seva recuperació.
Col·labora en diversos mitjans italians en els quals escriu sobre cultura i societat. Obres seves han aparegut en diverses antologies poètiques i revistes literàries.
Ha sigut traduït al català per Pau Vidal (Tot demana salvació) i publicat per l'editorial La segona perifèria.

## Obra
Poesia
- I giorni condivisi, Forlì, La nuova agape, 2001.[3]
- Bambino Gesù. Ospedale Pediatrico, Roma, Tipografie Vaticane, 2001 - Edición ampliada: Roma, Nottetempo, 2010 ISBN 978-88-7452-224-8.
- Guardia alta, Milán, La vita Felice, 2005 ISBN 978-88-7799-169-0..
- La croce è una via, Florencia, Edizioni della Meridiana, 2013 ISBN 978-88-6007-222-1.
- Figlio, Roma, Nottetempo, 2013 ISBN 978-88-7452-442-6.
- Storia d'amore, PordenoneLegge, LietoColle, 2015.
- Tempo circolare (poesie 2019-1997), Ancona, Pequod, 2019 ISBN 9788860681461.

Contes
- Luci di Natale, Perusa, Graphe.it, 2014 ISBN 978-88-97010-71-5. (conté un conte de Grazia Deledda)

Novel·les
- La casa degli sguardi, Milà, Mondadori, 2018 ISBN 978-88-04-68576-0. En aquest llibre narra com va superar la seva addicció a l'alcohol.[4] Aquesta novel·la és la primera d'una trilogia de contingut autobiogràfic i en ella narra un any de la seva vida, 1999, quan amb vint-i-quatre anys va treballar a l'hospital.[5][6] Va obtenir un gran èxit a Itàlia, amb més de 50.000 exemplars venuts.[1]
- Tutto chiede salvezza, Milà, Mondadori, 2020 ISBN 978-88-04-72198-7. La seva segona novel·la autobiogràfica, narra la seva experiència en l'internat psiquiàtric (1994). Té com a protagonistes a cinc homes que van coincidir amb ell durant aquesta setmana. La plataforma Netflix va adquirir els drets d'autor i va estrenar uan sèrie l'estiu de 2022.[7]
- Sempre tornare, Milà, Mondadori, 2021 ISBN 9788804741848. La seva tercera novel·la autobiogràfica. Narra el seu viatge a la platja (1991) i el seu camí de tornada a Roma.

## Premis i reconeixements
Entre altres, ha rebut els premis: 
- Premi Severino Cesari, la XV edició del premi Volponi i el premi John Fante (2018), per la seva primera novel·la: La Casa degli sguardi (Mondadori).[8]
- Premi Strega Jove i finalista del premi Strega (2020), per la seva novel·la Tutto chiede salvezza.[9][10]